# Gotfred Johansen
Gotfred Svend Kristian Johansen (født 4. maj 1895 i København, død 2. februar 1978 i Egebæksvang ved Helsingør) var en dansk bokser i letvægt.

## Boksekarriere
Gotfred Johansen boksede for IF Sparta og vandt som amatør det danske mesterskab i letvægt fire gange, i 1916 og 1918-1920. Han repræsenterede Danmark ved OL 1920 i Antwerpen, da han stillede op i letvægt. Efter at have besejret en belgier, en amerikaner og i semifinalen canadieren Chris Newton nåede han finalen, hvor han tabte til amerikaneren Sam Mosberg og fik således olympisk sølvmedalje.

## Anden karriere
Gotfred Johansen arbejdede som ekspedient. 
Gotfred Johansens søn Eigil Johansen deltog i OL 1952 i Helsinki som bryder.